# Rømø
Rømø (německy Röm, severofrísky Rem) je ostrov v Dánsku, který náleží k obci Tønder v regionu Syddanmark. S rozlohou 129 km² je jedenáctým největším dánským ostrovem a žije na něm okolo 650 obyvatel (téměř polovina z toho v osadě Havneby). Je nejjižnějším dánským ostrovem v Severním moři (do roku 1999 ležel jižně od něj ostrůvek Jordsand, který byl zatopen mořem v zimě 1998/99) a leží 3 km od německého Syltu. Ostrov je spojen s pevninou kamennou hrází Rømødæmningen, která byla dokončena v roce 1948.

## Historie
První písemná zmínka o ostrově pochází z roku 1190 a je v ní uveden jako Rimma. V soupisu Liber Census Daniæ je ostrov označen za majetek krále. Od sedmnáctého do devatenáctého století byl hlavním zdrojem příjmů místních obyvatel lov velryb. Památkou těchto dob je dům velrybářského kapitána Kommandørgården, využívaný jako muzeum. Vzhledem k nedostatku dřeva zde byly častým stavebním materiálem velrybí kosti.
Po dánsko-německé válce ostrov zabralo Prusko, v roce 1920 se na základě plebiscitu vrátil Dánsku. Za druhé světové války na ostrově Němci zřídili bunkry a radarovou stanici.
Narodil se zde námořní kapitán Peter Mærsk Møller, jehož potomci vlastní rejdařskou společnost Maersk.

## Přírodní poměry
Ostrov patří k národnímu parku Waddenské moře. Je plochý (nejvyšší bod má 19 metrů nad mořem), nacházejí se na něm četné písečné pláže, duny, vřesoviště, bažiny a jezírka. Je oblíbenou prázdninovou destinací, kde se díky silnému větru provozuje hlavně buggykiting, oblíbená je také cykloturistika, golf, pouštění draků a jízda automobilem v písku.
V severní části ostrova se nachází vojenské cvičiště Juvre Sand o rozloze 20 km², kam je vstup zakázán.
Na Rømø žije množství ptáků. Pozoruhodným jevem je „sort sol“ (černé slunce), kdy za soumraku nad krajinou tančí obrovská hejna špačků.

## Fotogalerie

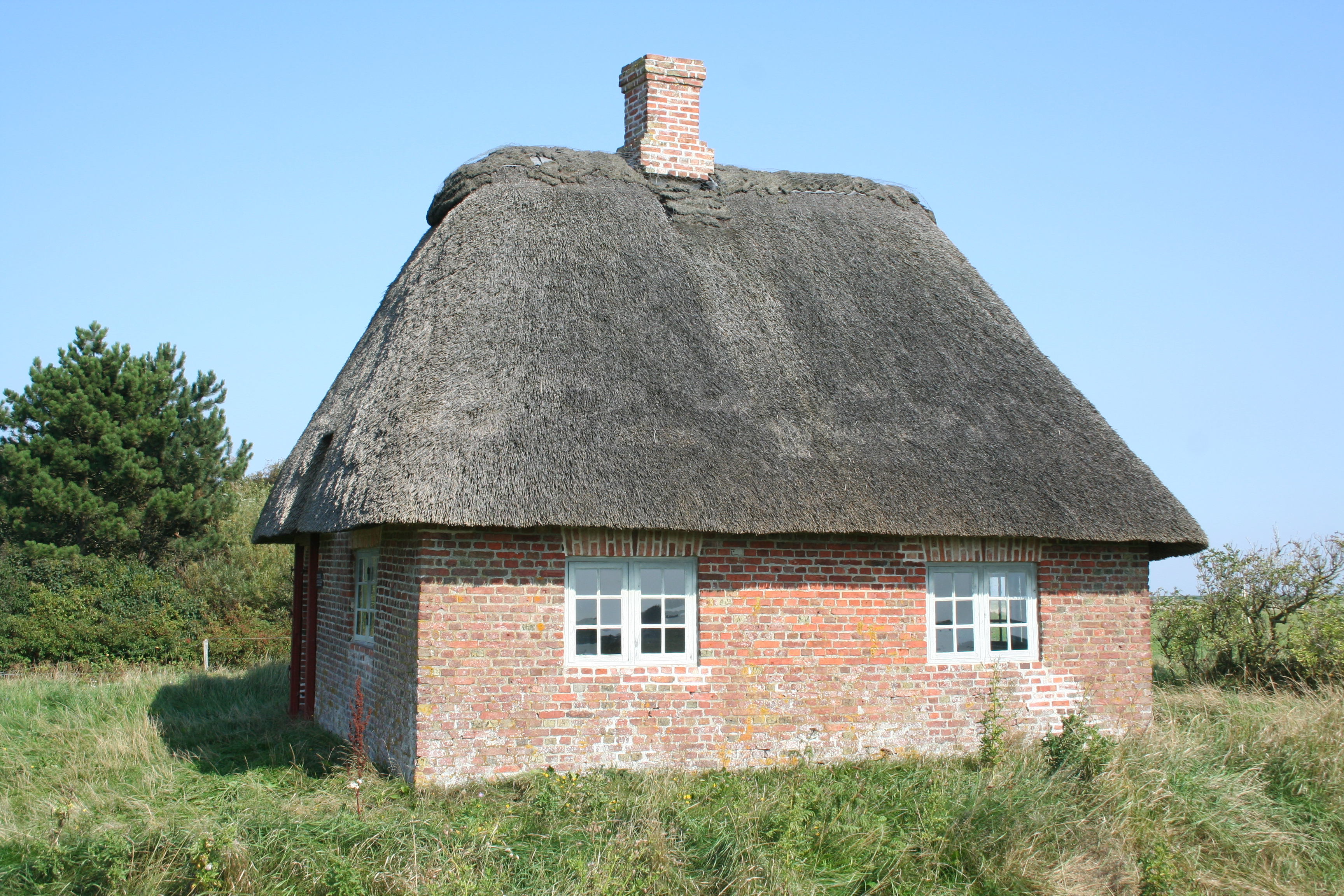
Toftumská škola
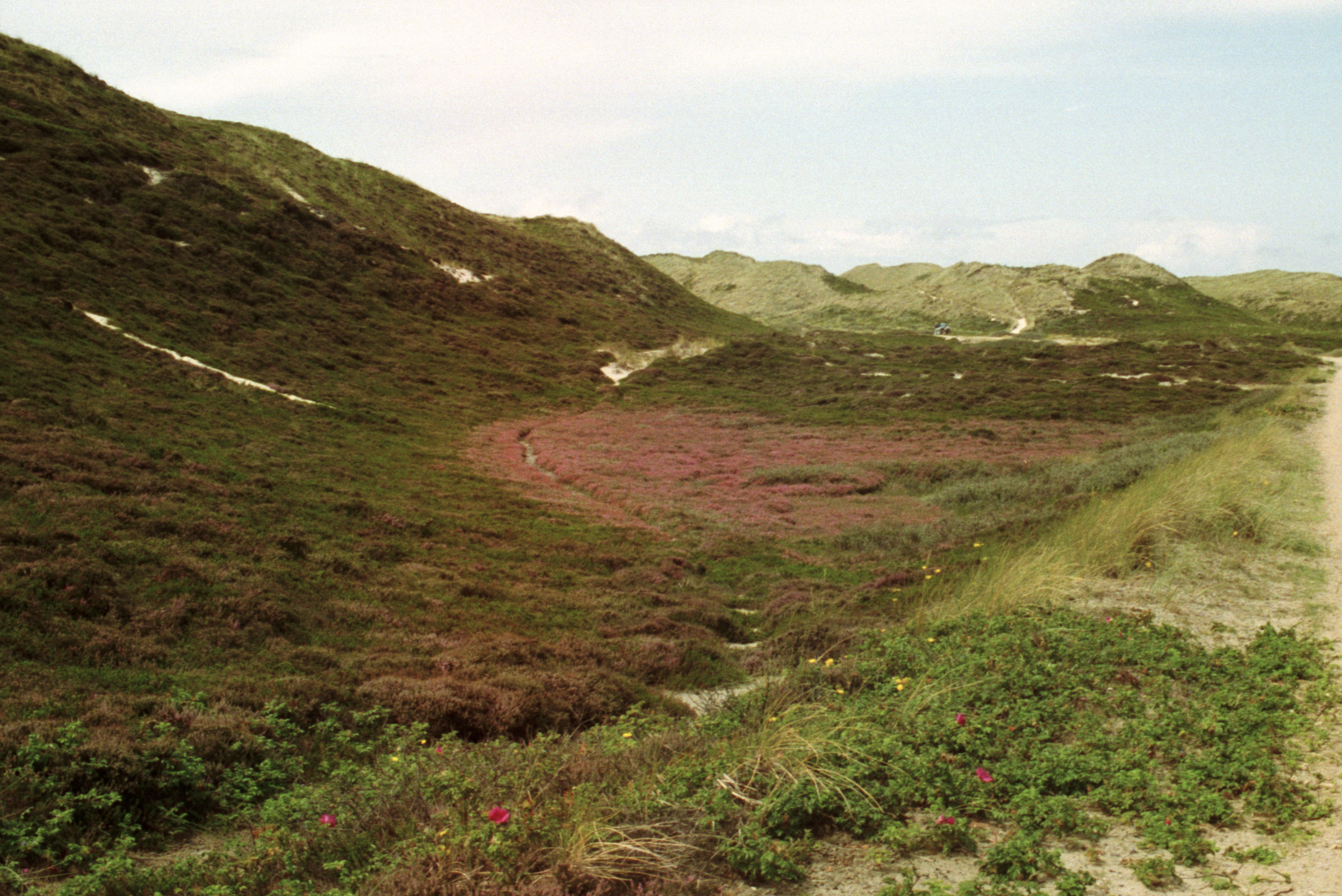
Západní část ostrova s dunami
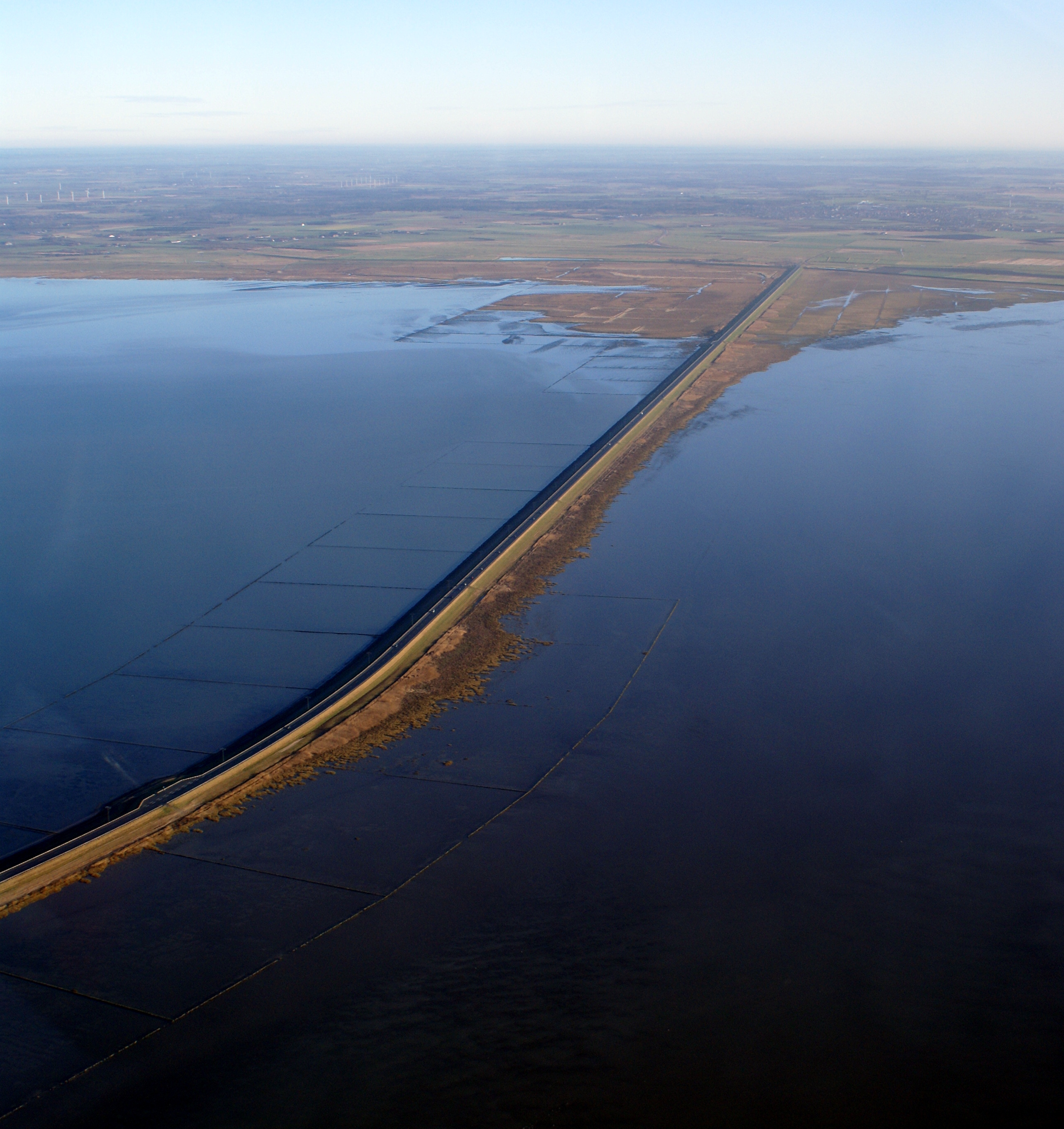
Hráz spojující ostrov s pevninou
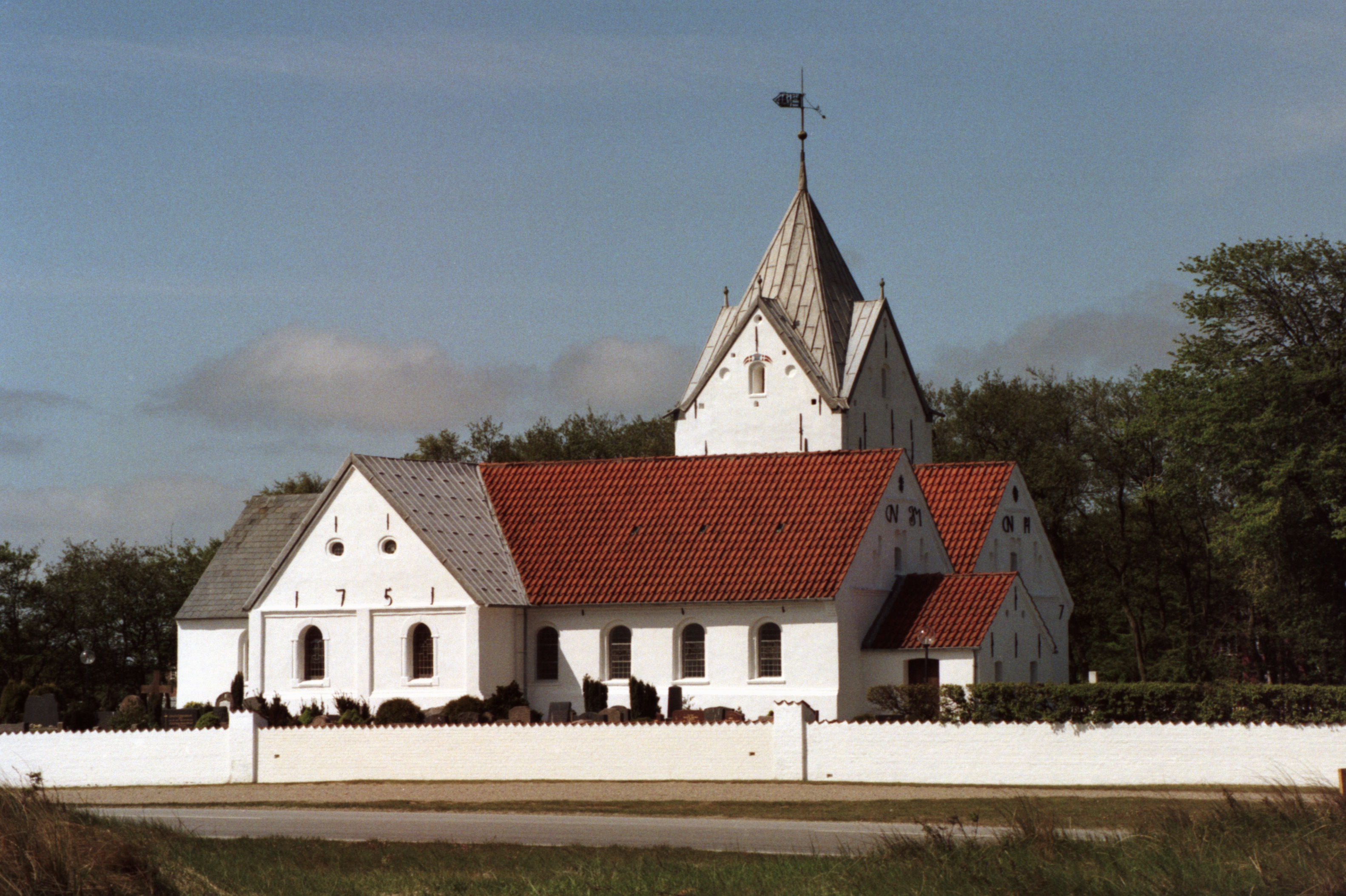
Kostel svatého Klimenta